# Discovery Kids
Discovery Kids était une chaine de télévision américaine spécialisée, propriété de Discovery Communications diffusant des programmes éducatifs pour enfants. La chaîne a été lancée le 22 septembre 1996. Les programmes sont basés sur l'époque actuelle, la nature, la science et des documentaires animaliers.
En 2002, la chaîne a diffusé pour la première fois une émission de téléréalité nommée Endurance. L'émission est à peu près similaire à Koh-Lanta, à l'exception des îles (telles qu'Hawaï et Tehachapi). L'émission est toujours en diffusion aux États-Unis.
Le 10 octobre 2010 aux États-Unis, la chaîne change de nom pour The Hub. Le site web de Discovery Kids est devenu une place de jeu pour les enfants.

## Canada
Au Canada, Discovery Kids était une chaine de télévision spécialisée de catégorie 2 appartenant à Corus Entertainment (80 %) et Discovery Communications (20 %) lancée le 3 septembre 2001 qui diffusait la programmation de sa version américaine. Corus a mis fin à sa licence pour Discovery Kids le 1er novembre 2009 et a lancé le service Nickelodeon (Canada) sous une nouvelle licence le lendemain.